# Маланія
Маланія — зимовий карнавал, масове гуляння з вуличним походом, переодяганнями і театралізованими іграми в ніч проти 14 січня в с. Горошова Чортківського району Тернопільської області.
Відбувається щороку від 1920-х рр. як осучаснена форма свята Маланки. Спочатку учасники «Маланії» переодягалися в традиційних персонажів звичайного вертепу, козаків, циган тощо, згодом — як відгук на сучасні політичні та культурні події, соціальні явища  — започаткували нові образи: президенти, політичні вожді, популярні співаки, артисти тощо.
Нині горошівська «Маланія» — своєрідний парад переодягнених компаній, кожна з яких представляє ті чи інші образи та композиції, зокрема 2004 — «Передвиборча кампанія», «Афіни-2004» тощо. 
Наступного дня (14 січня) визначають переможців.